# 羽賀寺
羽賀寺（はがじ）は、福井県小浜市羽賀にある高野山真言宗の寺院。山号は鳳聚山。本尊は十一面観音。

## 歴史
「本浄山羽賀寺縁起」によれば、霊亀2年（716年）に、元正天皇の勅願によって行基が創建したとされる。最盛期には子院18を数えたが、その後天暦元年（947年）の洪水で流出し、雲居寺（現在の京都府京都市東山区にあった廃寺）の僧・浄蔵が再興したという。地方寺院の例に漏れず、創建の正確な事情や中世以前の沿革についてはあまり明確でない。中世には守護細川氏などの庇護を受け、元弘の乱による焼失後、延文4年（1359年）に細川氏清が再興した。その後応永5年（1398年）にも焼失したが、永享8年（1436年）に奥州安倍氏後裔を称する安倍康季（安藤康季）が再興したという。近代以降は本堂のみが残る。
真言宗寺院となるのは宝徳2年（1450年）で、それ以前は天台宗に属し、青蓮院門跡の末寺であった。
2015年（平成27年）4月24日、「海と都をつなぐ若狭の往来文化遺産群 - 御食国（みけつくに）若狭と鯖街道 - 」の構成文化財として日本遺産に認定される。

## 伽藍と境内

### 本堂
現在の羽賀寺本堂は、室町中期の文安4年（1447年）の建立で、桁行5間（13.74m）、梁間6間（14.63m）、棟高13.21m。桧皮葺の入母屋造りで、軒の勾配がやや急に反る様式は北山文化の建築に多く見られる。堂内は内陣・外陣が明確に区別されており、正統的な密教様式を残す。1962年（昭和37年）、国の重要文化財に指定された。1966年（昭和41年）9月に解体修理が完了した。

## 文化財

### 重要文化財
木造十一面観音菩薩立像
羽賀寺の本尊で、10世紀初期の作。像高146.4cm。元正天皇の御影との伝説がある。檜の一木造、翻波式（ほんぱしき）衣文、膝に届く長い腕など、いずれも平安前期の古様をとどめており、瞑想的な眉目も弘仁・貞観文化の観音像に共通する。本像の最大の特色は、造立当初の彩色がほぼ完全に残っていることである。宝冠は代赭（たいしゃ）色、条帛（じょうはく）や天衣（てんね）は緑、裳（も）は朱が用いられ、下地が5mmを越える厚さであることが彩色の残存につながったと見られる。この極彩色の像容から、若狭の仏像の中でも特に知名度が高い（「条帛」は左肩から斜めに掛けているタスキ状の布。「裳」は下半身にまとうスカート状のもの）。
木造千手観音菩薩立像
長寛3年（1165年）作。像高135.4cm。檜の寄木造で、内部は入念に内刳（うちぐり）を施す。浅い彫り口や温雅な目鼻立ちなど、典型的な藤原期の仏像の様式である一方、魚鱗葺の蓮弁は鎌倉仏の特徴を示し、過渡期の仏像であることを示す。もとは小浜市千種にあった松林寺の本尊であり、羽賀寺の毘沙門天、明通寺客殿の不動明王とともに三尊形式で安置されていた。松林寺は明治初年に退転し、三尊は羽賀寺と明通寺に移された。万治3年（1660年）、1950年（昭和25年）に修復。
木造毘沙門天立像
治承2年（1178年）作。像高159.1cm。上記の千手観音像、明通寺の不動明王とともに三尊形式で安置されていた。檜の一木造、頭部および体部は内刳を施した一木造、右手・足先を割剥ぐ。胎内に金剛界五智如来の種子（しゅじ）、「僧静秀、藤原氏、ほうかいすしやう（法界衆生）の太め也、治承二年七月廿四日」の墨書がある。
紙本墨書羽賀寺縁起
縦50cm、全長430cmの巻子。陽光院誠仁親王筆。奥書は後陽成天皇筆。内容は、羽賀寺の創建、本尊、風水の害、源頼朝による寄進などに触れ、最後に安倍実季（秋田実季）の尽力で本堂の再建がなったことを述べて、締めくくっている。
本堂

## 交通アクセス
- JR小浜線 東小浜駅から車で約30分。